# Ярская-Смирнова, Елена Ростиславовна
Еле́на Ростисла́вовна Я́рская-Смирно́ва (род. 28 ноября 1962, Волгоград) — российский социолог, доктор социологических наук (1997), Ph.D. по социальной работе (2011), профессор (1999), ординарный профессор Высшей школы экономики (2016), главный редактор «Журнала исследований социальной политики». Заслуженный деятель науки Российской Федерации (2009).
Специалист в области социологии инвалидности, социальной политики, социальной работы, социологии профессий, гендера, качественных методов, визуальных исследований.

## Биография
Родилась в Волгограде в семье актёра Ростислава Дмитриевича Ярского-Смирнова и учёного-философа Валентины Николаевны Ярской-Смирновой. В возрасте шести лет с семьей переехала в Саратов.
После окончания математической школы № 13 в Саратове поступила на механико-математический факультет Саратовского государственного университета ими Н. Г. Чернышевского, который окончила в 1984 году по специальности «математика». После окончания университета некоторое время работала в Институте социально-экономических проблем народонаселения.
В 1982—1992 годах была руководителем фольклорно-этнографического ансамбля «Оберег» в Саратове. Снялась в фильме «Зеленинский погост» («Ленфильм», 1989).
В 1985 году поступила в аспирантуру Саратовского государственного университета по специальности «философия», в 1989 году защитила диссертацию на степень кандидата философских наук по теме «Философский анализ народной культуры». После этого начала работать в социологическом центре при Саратовском политехническом институте. Участвовала в полевых исследованиях, аналитической работе, научных семинарах и подготовке публикаций по проектам. В 1989—1990 годах была научным сотрудником Социоцентра Саратовского политехнического института.
В 1989 году прошла высшие социологические курсы при Высшей комсомольской школе, где училась у В. А. Ядова, Э. Н. Фетисова, Т. И. Заславской, Б. А. Грушина. При этом продолжала работать социологом в Социоцентре, совмещая научную деятельность с преподавательской работой на кафедрах философии, культурологии, а затем и на кафедре социальной работы в СГТУ.
С 1991 по 1997 год была доцентом кафедры социальной работы государственного технического университета.
В 1992—1993 годах прошла обучение в международной магистратуре по социальной работе в Гётеборгском университете (Швеция).
В 1993—1995 годах заведовала кафедрой социальной работы, в 1997—2006 годах — кафедрой социальной антропологии и социальной работы СГТУ, с 2006 года — профессор той же кафедры.
С 1993 года руководила серией проектов ТЕМПУС по развитию образования в области социальной работы (1994—1995; 2000—2004).
В 1994 году стажировалась на курсах повышения квалификации в Центре социологического образования Института социологии РАН в Москве.
В 1994 году совместно с В. Н. Ярской, Т. И. Черняевой и П. В. Романовым открыла образовательную программу «Социальная антропология», развивая её концепцию в русле интерпретативной перспективы социальной антропологии и качественной социологии.
В 1996 году совместно с В. Н. Ярской открыла магистратуру по социальной работе в СГТУ. Преподавала курсы по социальной работе, гендерным исследованиям, социальной политике, методам исследований, академическому письму.
В 1996 году совместно с П. В. Романовым создала Центр социальной политики и гендерных исследований.
В 1997 году защитила диссертацию на степень доктора социологических наук по теме «Социокультурный анализ нетипичности».
В 1997—2016 годах была членом диссертационного совета Д 212.242.03 по социологии при Саратовском государственном техническом университете.
В 1998 году стала стипендиатом программы Фулбрайта, стажировалась в Университете Северной Каролины в Чапелл Хилл (США). Прошла стажировку по программе АСПРЯЛ.
В 2003—2007 годах была профессором Московской высшей школы социальных и экономических наук.
С 2003 года — научный руководитель Автономной некоммерческой научно-исследовательской организации Центр социальной политики и гендерных исследований, соредактор «Журнала исследований социальной политики».
С 2007 года — профессор кафедры общей социологии факультета социологии ГУ ВШЭ (ныне — факультета социальных наук НИУ ВШЭ).
В 2011 году окончила докторантуру и защитила диссертацию на степень PhD на факультете социальной работы Гётеборгского университета.
В 2013—2016 годах — ведущий научный сотрудник Центра анализа доходов и уровня жизни НИУ ВШЭ.
С 2014 года — главный редактор «Журнала исследований социальной политики».
Разработала, а затем читала принципиально новые учебные курсы по направлениям социологии, социальной антропологии, социальной работы. Читала открытые лекции и курсы в российских и зарубежных университетах, преподавала на международных летних школах.
Среди её учеников защитили диссертации более 30 аспирантов и соискателей, 4 докторанта.
Первый муж — Вадим Юрьевич Кононенко; второй муж — Павел Васильевич Романов (1964—2014). Сыновья: Ростислав и Егор.

## Научно-исследовательская деятельность
Выдвинула концепцию нетипичности, представляющую новое прочтение социокультурного смысла инвалидности. Одна из первых российских исследовательниц, применивших феноменологический подход, качественные, визуальные методы к исследованиям социальной работы, социальной политики, гендера и инвалидности.
Реализовала десятки индивидуальных и коллективных научно-исследовательских проектов, в том числе, выступая их руководителем, при поддержке грантов РГНФ, РФФИ, НИУ ВШЭ, Европейской Комиссии, CAF, Независимого института социальной политики, IREX-Диалог, фонда Джона Д. и Кэтрин Т. Макартуров и др., по заказам органов местного самоуправления, министерства социального развития, в рамках конкурсов на государственный заказ.
Анализировала научный дискурс семейной политики, роль дискурсов в семье, гендере и сексуальности, в биографиях социальных субъектов. Внесла вклад в разработку гендерно-чувствительного, анти-дискриминационного подхода к социальной работе в аспектах гендера и инвалидности.
Изучала профессионализацию социальной работы, специфику профессиональной и организационной культуры социальных служб, исследовала идеологию профессионализма, воплощение социальной политики в повседневности социальных служб, режимы социального государства, проблемы социальной инклюзии, гендера, инвалидности, социального неравенства и бедности, прав человека. Занималась социальной историей, визуальной антропологией. Вела научные проекты в области сравнительного анализа процессов социальной политики на пространстве постсоциализма. Развивает визуальные методы исследований, применяет визуальные методы в преподавании. Активно разрабатывает проблематику социального сиротства, образования для детей и молодежи с инвалидностью, вопросы инклюзии, сплоченности, профессионализации и легитимации социальной работы в сравнительном контексте.
Автор более 400 научных работ.

## Общественная работа
С 2006 года является членом исполнительного комитета Сети по социологии профессий Европейской социологической Ассоциации.
С 2010 года — член диссертационного совета по социологии НИУ ВШЭ.
Выступает в качестве эксперта по приглашению печатных и электронных СМИ, на телевидении, в новостных и авторских телепрограммах, передачах и фильмах.
Принимала участие в обсуждении профессиональных стандартов специалиста по социальной работе в Общественной Палате РФ, системы реабилитационных услуг для людей с инвалидностью в Министерстве социального развития РФ.
Член диссертационного совета по защитам докторских диссертаций по социологии в Саратовском государственном техническом университете. Консультант Министерства социальной поддержки Саратовской области по вопросам социальной политики и социальной защиты населения.
Член Российского Общества Социологов (РОС), Международной социологической ассоциации (ISA), Европейской социологической ассоциации (ESA), Европейской сети по изучению социальной политики EspaNET, Международной федерации социальных работников (IFSW), Восточно-Европейской ассоциации школ социальной работы (EEASSW), Европейской ассоциации исследователей социальной работы (ESWRA).

## Награды и звания
- Премия Президента Российской Федерации в области образования (1999) — за разработку концепции «Социокультурный анализ нетипичности» для педагогических высших учебных заведений и реабилитационных центров[11].
- Почётный работник высшего профессионального образования Российской Федерации (2007).
- Заслуженный деятель науки Российской Федерации (2009)[12].

## Основные публикации
- Iarskaia-Smirnova E. R., Romanov P. V. Social Work in Russia: between the global and the local, in: Social Work in a Global Context: Issues and Challenges (Routledge Advances in Social Work). NY: Routledge, 2015. P. 207—223.
- Романов П. В., Ярская-Смирнова Е. Р. Социология профессий: аналитические перспективы и методология исследований. М.: Вариант, 2015. — 234 с. М. : Вариант, 2015.
- Советская социальная политика: сцены и действующие лица, 1940—1985. Научная монография / Под ред. Елены Ярской-Смирновой, Павла Романова. М.: Вариант; ЦСПГИ, 2008.
- Романов П. В., Ярская-Смирнова Е. Р. Политика инвалидности: социальное гражданство инвалидов в современной России. Саратов: Изд-во «Научная книга», 2006. 260 с.
- Ярская-Смирнова Е. Р. Одежда для Адама и Евы: очерки гендерных исследований. М.: ИНИОН РАН, 2001. 254 с.
- Ярская-Смирнова Е. Р. Социокультурный анализ нетипичности. Саратов: Изд-во СГТУ, 1997. 272 с.
- Семья нетипичного ребёнка. Социокультурные аспекты. Саратов: СГУ, 1996. 192 с.
- Ярская-Смирнова Е. Р. Основы социологии организаций. Учебное пособие. Саратов: СГТУ, 1996 (в соавт.) 85 с.
- Ярская-Смирнова Е. Р. Краткий словарь терминов социальной работы // Саратов: ПФ РУЦ, 1996. (в соавторстве)120 с.
- Ярская-Смирнова Е. Р. Дорога — это то, как ты идешь по ней. Социально-реабилитационная работа с семьей нетипичного ребёнка. Учебное пособие. Саратов: ПФ РУЦ. 1996. (в соавт). 153 с.
- Ярская-Смирнова Е. Р. Социальная работа в системе «Человек — Культура — Общество». Учебное пособие. Саратов: СГТУ,1994. 68 с.
- Ярская-Смирнова Е. Р. Время в русском фольклоре // Культура России: Восток и Запад. Саратов. 1993. С. 120—125.
- Ярская-Смирнова Е. Р. Философский анализ идеи времени в народной культуре // Время и преемственность в развитии культуры. Саратов: СГУ. 1991. С. 65-74.